# 龍草廬
龍 草廬（りゅう そうろ、1714年3月5日（正徳4年1月19日）- 1792年2月23日（寛政4年2月2日））は漢詩人・儒学者。名は元亮・公美、字は子明・君玉、通称は衛門・彦二郎、号は草廬のほかに竹隠・松菊主人・呉竹翁など。本姓は「龍見」だが中国風に「龍」と称した。

## 経歴
山城国伏見に生まれる。10代で父と死別し窮地に陥るが、学問に勤しみ、荻生徂徠や太宰春台の学問や兵法・楷篆・和歌・和文などを広く学んだ。草廬は一時期、賀茂真淵に入門して国学を学び、龍公美の名で和文の執筆にも励んでいた。20代半ば、京都烏丸に私塾を開き、後に詩社幽蘭社を主宰し、大江玄圃・柳延遠・岡崎廬門などを輩出した。1754年（宝暦4年）、30代半ばまでの作品345首を5巻3冊に集成した『草廬集』初編、幽蘭社構成員や知友67名の詩文を7巻2冊に収めた『金蘭詩集』などを刊行。1756年（宝暦6年）、彦根藩家老岡本半助の推挙によって彦根藩儒となる。1774年（安永3年）に致仕し、翌年帰京。
中野三敏によって『先哲叢談』後編中の草廬の記述に、誤伝や誇張、歪曲が多いことが明らかとなっている。

## 著作
草廬は詩を本領としつつも生涯にわたって歌を詠み、漢と和の両方の表現性を有した。
- 『草廬集』初編～七編
- 『金蘭集』
- 『生駒山人詩集』
- 『名詮・典詮』
- 『論語詮』
- 『真字古今集をあげつろひし詞[3]』など